# Trombo venoso
Trombo venoso é um trombo ou coágulo que majoritariamente, se forma no interior das veias. É formado principalmente por agregados de hemácias após eventos ou períodos de estase sanguínea. Os trombos podem ser formados a partir de alterações em três parâmetros principais, denominados de Tríade de Virchow. São eles: estase venosa, alteração na constituição sanguínea e lesão do endotélio vascular. Alterações em qualquer um destes parâmetros podem ativar a cascata de coagulação, favorecendo a formação de trombos.
As veias são os vasos que transportam o sangue do corpo para o coração, em contraposição às artérias, que levam o sangue do coração ao resto do corpo.
A formação de um trombo é um processo fisiológico e necessário para o controle de hemorragias e danos vasculares. No entanto, esse processo pode ocorrer de forma exagerada ou equivocada, levando a graves consequências para o corpo humano.
Os riscos da formação de um trombo são essencialmente dois: oclusão local do vaso, ou desprendimento do trombo gerando um embolo. A formação de um trombo-êmbolo (um trombo que se desprende da parede do vaso e navega pela corrente sanguínea) pode acarretar em diversas condições graves, como por exemplo um TEP (tromboembolismo pulmonar) ou até um AVC isquêmico. 